# Ферет
Фере́т, також Фере́с (грец. Φέρης) — син дочки Салмонея Тіро та Кретея, володар і епонім міста Фери в Фессалії, батько Адмета.